# Retentierecht
Het retentierecht is het recht van een schuldeiser om een roerend goed dat hij onder zich heeft niet af te geven aan de schuldenaar zolang zijn prestatie of inspanning niet is betaald. Degene aan wie een retentierecht toekomt heet 'retentor'. 
Een voorbeeld is het garagebedrijf dat een auto heeft gerepareerd en die auto niet hoeft af te geven als de reparatie niet wordt betaald. 
Het is een uitwerking van het algemene opschortingsrecht. Het retentierecht komt voor in de meeste rechtsstelsels, de precieze invulling kan echter aanzienlijk verschillen.

## Nederland
Het retentierecht heeft pas sinds de invoering van het nieuwe Burgerlijk Wetboek een algemene wettelijke regeling gekregen. Het behoort eigenlijk tot het goederenrecht. Het oude BW kende wel regels voor specifieke situaties, zoals aanneming. In de praktijk werden die regels ook op andere verhoudingen toegepast. Het opschortingsrecht op goederen is tegenwoordig geregeld in titel 10 van boek 3 (artikelen 290 tot en met 295). Voor het vervoersrecht is een eigen regeling getroffen in boek 8.
Het retentierecht is een vorm van opschortingsrecht en kan voortvloeien uit de algemene opschorting van artikel 6:52 BW, echter ook speciale vormen zijn mogelijk, die voorgaan op de algemene bepalingen. Artikel 6:57 BW legt een verband daartussen.
Als er geen sprake is van een verbintenis kan er toch retentierecht op een zaak zijn (bijvoorbeeld artikel 3:120 lid 3 of artikel 5:10 lid 1 BW). Deze voorbeelden hebben niets te maken met de regeling in Boek 6. 
In een faillissement behoudt de retentor zijn retentierecht (artikel 60, eerste lid, van de Faillissementswet (verder: Fw). Dit betekent dat hij een goed dat hij onder zich heeft niet hoeft af te geven zolang de curator de vordering niet voldoet. De curator kan het goed echter opeisen en vervolgens verkopen. De retentor behoudt echter een hoge voorrang, zodat hij eerst uit de opbrengst dient te worden voldaan, behoudens een hoger recht van een andere schuldeiser (art. 60 lid 2 Fw). De retentor kan de curator een termijn stellen om tot de verkoop van het goed over te gaan. Geeft de curator hieraan geen gehoor, dan komt de retentor het recht van parate executie toe en kan hij het goed dus zelf te gelde maken, een recht dat de retentor buiten faillissement niet heeft (art. 60 lid 3 Fw).